# Carel Bentfort
Carel Bentfort (Den Haag, gedoopt 4 februari 1759 - overleden voor 15 april 1833) was een Nederlandse kunstschilder, apotheker en drogist.

## Leven en werk
Bentfort, lid van de patriciaatsfamilie Bentfort, werd in 1759 in Den Haag gedoopt als zoon van de bode van de Staten van Holland en West-Friesland Christiaan Bentfort en Barbara Francisca de Croix. Bentfort werd als schilder opgeleid door Benjamin Samuel Bolomey, Tethart Philipp Christian Haag en door Andries Lens te Antwerpen. Bentfort schilderde portretten en historische genrestukken. Van zijn hand zijn twee portretten, van de Schoonhovense arts Fredericus Augustinus Honndorff Block en diens echtgenote Cornelia Braet, opgenomen in de collectie van het museum Paulina Bisdom van Vliet in Haastrecht. Bentfort was lid van het kunstenaarsgenootschap Confrerie Pictura in Den Haag.
Bentfort was niet alleen kunstschilder, maar hield zich ook bezig met de handel in chemische preparaten, farmacie en aanverwante zaken. Hij werd in die tijd zowel aangeduid als apothecair, chimist en drogist. Hij vestigde zich in 1784 in Gouda. Samen met een compagnon, Balthasar Jan Gabry, richtte hij een bedrijf op aan de Koestraat in Gouda. De Koestraat is de benaming voor een deel van de Markt van Gouda, midden in het centrum van de stad. Dit leidde tot nogal wat protesten van de buren, vanwege het risico van brandgevaar en stankoverlast. Het stadsbestuur wees de bezwaren van de hand. Later werd het bedrijf verplaatst naar de Gouwe en de Peperstraat in Gouda. In 1806 werd de samenwerking tussen Gabry en Bentfort verbroken. Bentfort zette de zaken voort.
Bentfort wordt om nog een heel andere reden genoemd in de nieuwste stadsgeschiedenis van Gouda: "In 1785 kreeg apotheker en kunstschilder Carel Bentfort, woonachtig aan de Naaierstraat, toestemming zijn mismaakte kind, dat kort na de geboorte was overleden, in alcohol te bewaren". Van Dolder-de Wit beschrijft de opwinding die vanwege dit feit ontstond bij de kerkmeesters van de Sint-Janskerk. Er werd een onderzoek ingesteld door de voorzitter van dit college, Martinus van Toulon, omdat Bentfort beweerde hiervoor toestemming te hebben gekregen van de burgemeesters van Gouda. Volgens Van Dolder-de Wit waren de burgemeesters van Gouda niet op de hoogte van enig verzoek van Bentfort.
Bentfort trouwde op 2 mei 1779 in Den Haag met Carolina Regenbogen. Na hun scheiding hertrouwde hij op 10 juni 1810 in Schoonhoven met Fransijntje Bek. Zij overleed op 15 april 1833 als weduwe van Carel Bentfort in Schoonhoven.
- Biografisch Portaal: 53665697
- RKD-Nederlands Instituut voor Kunstgeschiedenis: 6642
- Union List of Artist Names: 500164067
- Virtual International Authority File: 124241535